# جی‌ای ورنووا
جی‌ای ورنووا (به انگلیسی: GE Vernova) یک شرکت تولیدی و خدماتی تجهیزات انرژی چندملیتی آمریکایی است که دفتر مرکزی آن در شهر کمبریج ایالت ماساچوست قرار دارد. این شرکت نتیجه ادغام بخش‌های انرژی جنرال الکتریک و توسعه کسب‌وکار انرژی آن است: جی‌ای پاور، انرژی‌های تجدیدپذیر جی‌ای، جی‌ای دیجیتال و جی‌ای انرژی فایننشل سرویسز.